# Banjaransari (Padas)
Banjaransari is een bestuurslaag in het regentschap Ngawi van de provincie Oost-Java, Indonesië. Banjaransari telt 2648 inwoners (volkstelling 2010).